# Філіппос Пецальнікос
Філіппос Пецальнікос (грец. Φίλιππος Πετσάλνικος, англ. Philippos Petsalnikos, 1 грудня 1950, Касторія — 13 березня 2020) — голова Грецького парламенту (2009—2012).

## Біографія
За освітою юрист, випускник Фессалонікійського університету Аристотеля і Економічного Університету в Бонні (Німеччина). Володіє досконало німецькою та англійськими мовами.
У політичному лівому русі опинився в період правління в Греції «чорних полковників», очолював з 1969 року рух грецької студентської молоді в Німеччині проти диктатури в Греції.
З 1974 року член соціалістичного руху ПАСОК, повернувшись до Греції багато років працював адвокатом в Афінах. З 1985 року почалася активна політична кар'єра, багато разів обирався депутатом в області Касторія. При уряді ПАСОК обіймав посаду міністра громадського порядку, освіти, міністра у справах Македонії та Фракії, а також міністра правосуддя (міністра юстиції Греції). Обіймаючи останню посаду, став відомий своє участю у процесі екстрадиції російського медіа-магната Володимира Гусинського.